# Carl Gustaf Friesendorff
Carl Gustaf Friesendorff (1663-1715) – szwedzki dyplomata.
W latach 1691–1700 był sekretarzem ambasady szwedzkiej w Hadze (wówczas ambasadorem był tam Nils Eosander, hrabia Lillieroot).
Wraz z dwoma swymi braćmi został podniesiony do godności barona (Friherre) w roku 1705, a następnie wysłany jako poseł (envoyé) do Księstwa Brunszwik-Lüneburg.
W latach 1699–1711 był wysłannikiem nadzwyczajnym (extraordinaris envoyé) do Elektoratu Hanoweru  1699–1711, następnie ambasadorem w  Paryżu w latach 1712 i nadzwyczajnym posłem w Berlinie w latach 1712–1715.
Jego synem był Fredrik von Friesendorff (1707–1770) – szwedzki polityk i jurysta.